# Lamprosema diaphanalis
Lamprosema diaphanalis là một loài bướm đêm trong họ Crambidae.